# Chặng đua GP Qatar 2021
Chặng đua GP Qatar 2021 (tên chính thức Formula 1 Ooredoo Qatar Grand Prix 2021) là chặng đua thứ 20 của Giải đua xe Công thức 1 2021. Chặng đua diễn ra từ ngày 19 tháng 11 đến ngày 21  tháng 11 năm 2021 ở trường đua Losail International, Qatar. Tay đua giành chiến thắng là Lewis Hamilton của đội đua Mercedes.

## Diễn biến chính
Lewis Hamilton giành pole và đã giành được một chiến thắng tương đối dễ dàng với khoảng cách hơn 25 giây so với người về nhì là Max Verstappen. Ở chặng này, Verstappen chỉ xuất phát từ vị trí thứ bảy do bị phạt 5 bậc xuất phát, nhưng anh cũng chỉ mất khoảng 5 vòng là đã có thể vượt trở lại vị trí thứ hai, sau Hamilton.
Về ba là Fernando Alonso, người đã sử dụng chiến thuật 1 pit để đánh bại Sergio Perez. Đây là podium đầu tiên của Alonso kể từ năm 2014.

## Kết quả
| Stt                                                                     | Số xe | Tay đua            | Đội đua                   | Lap | Thời gian   | Xuất phát | Điểm |
| ----------------------------------------------------------------------- | ----- | ------------------ | ------------------------- | --- | ----------- | --------- | ---- |
| 1                                                                       | 44    | Lewis Hamilton     | Mercedes                  | 57  | 1:24:28.471 | 1         | 25   |
| 2                                                                       | 33    | Max Verstappen     | Red Bull Racing-Honda     | 57  | +25.743     | 7         | 19   |
| 3                                                                       | 14    | Fernando Alonso    | Alpine-Renault            | 57  | +59.457     | 3         | 15   |
| 4                                                                       | 11    | Sergio Pérez       | Red Bull Racing-Honda     | 57  | +1:02.306   | 11        | 12   |
| 5                                                                       | 31    | Esteban Ocon       | Alpine-Renault            | 57  | +1:20.570   | 9         | 10   |
| 6                                                                       | 18    | Lance Stroll       | Aston Martin-Mercedes     | 57  | +1:21.274   | 12        | 8    |
| 7                                                                       | 55    | Carlos Sainz Jr.   | Ferrari                   | 57  | +1:21.911   | 5         | 6    |
| 8                                                                       | 16    | Charles Leclerc    | Ferrari                   | 57  | +1:23.126   | 13        | 4    |
| 9                                                                       | 4     | Lando Norris       | McLaren-Mercedes          | 56  | +1 lap      | 4         | 2    |
| 10                                                                      | 5     | Sebastian Vettel   | Aston Martin-Mercedes     | 56  | +1 lap      | 10        | 1    |
| 11                                                                      | 10    | Pierre Gasly       | AlphaTauri-Honda          | 56  | +1 lap      | 2         |      |
| 12                                                                      | 3     | Daniel Ricciardo   | McLaren-Mercedes          | 56  | +1 lap      | 14        |      |
| 13                                                                      | 22    | Yuki Tsunoda       | AlphaTauri-Honda          | 56  | +1 lap      | 8         |      |
| 14                                                                      | 7     | Kimi Räikkönen     | Alfa Romeo Racing-Ferrari | 56  | +1 lap      | 16        |      |
| 15                                                                      | 99    | Antonio Giovinazzi | Alfa Romeo Racing-Ferrari | 56  | +1 lap      | 18        |      |
| 16                                                                      | 47    | Mick Schumacher    | Haas-Ferrari              | 56  | +1 lap      | 19        |      |
| 17                                                                      | 63    | George Russell     | Williams-Mercedes         | 55  | +2 laps     | 15        |      |
| 18                                                                      | 9     | Nikita Mazepin     | Haas-Ferrari              | 55  | +2 laps     | 20        |      |
| Ret                                                                     | 6     | Nicholas Latifi    | Williams-Mercedes         | 50  | Nổ bánh xe  | 17        |      |
| Ret                                                                     | 77    | Valtteri Bottas    | Mercedes                  | 48  | Nổ bánh xe  | 6         |      |
| Fastest lap: Max Verstappen (Red Bull Racing-Honda) – 1:23.196 (lap 57) |       |                    |                           |     |             |           |      |
| Nguồn:                                                                  |       |                    |                           |     |             |           |      |

## Bảng xếp hạng sau chặng đua
|           | Stt | Tay đua         | Điểm  |
| --------- | --- | --------------- | ----- |
| Unchanged | 1   | Max Verstappen  | 351.5 |
| Unchanged | 2   | Lewis Hamilton  | 343.5 |
| Unchanged | 3   | Valtteri Bottas | 203   |
| Unchanged | 4   | Sergio Pérez    | 190   |
| Unchanged | 5   | Lando Norris    | 153   |
| Nguồn:    |     |                 |       |

|           | Stt. | Đội đua               | Điểm  |
| --------- | ---- | --------------------- | ----- |
| Unchanged | 1    | Mercedes              | 546.5 |
| Unchanged | 2    | Red Bull Racing-Honda | 541.5 |
| Unchanged | 3    | Ferrari               | 297.5 |
| Unchanged | 4    | McLaren-Mercedes      | 258   |
| Unchanged | 5    | Alpine-Renault        | 137   |
| Nguồn:    |      |                       |       |